# Tataouine
Cet article possède un paronyme, voir Tatooine.
Ne doit pas être confondu avec Gouvernorat de Tataouine.
Tataouine (arabe : تطاوين  [tætˤuːin]), anciennement appelée Foum Tataouine, est une ville du sud-est de la Tunisie située à 531 kilomètres de Tunis.
Chef-lieu du gouvernorat du même nom, elle constitue une municipalité comptant 66 924 habitants en 2014.

## Étymologie
La ville s'appelait autrefois Foum Tataouine (arabe : فم تطاوين), ce qui signifie « bouche des sources ».

## Histoire
L'oasis de Tataouine est d'abord un simple relais sur la route des caravanes entre Gabès d'une part et le Fezzan et le Soudan d'autre part. Connue comme la « porte du désert », son nom signifie « yeux » en berbère : tiṭṭawin est en effet le pluriel du vocable berbère tiṭṭ qui signifie « œil », le terme Foum qui lui était adjoint signifiant « bouche » en arabe.

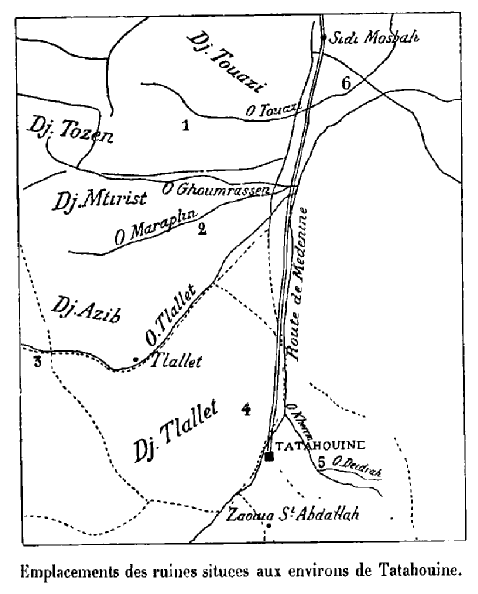
Emplacements des ruines situées aux environs de Tatahouine (1901) :
1 Castellum romain de Ras Oued el Gordab (Ghomrassen)
2 Ruines d'un établissement agricole (Merabtine)
3 Castellum romain de Ras El Aïn (Talalati)
4 Vestiges d'une petite agglomération
5 Tombeau
6 Ruine d'une ferme.

L'occupation de la région est ancienne : plusieurs vestiges néolithiques et protohistoriques (aussi sur les sites archéologiques de Ghomrassen et du djebel Nekrif), puniques et romains ont été trouvés sur place.
Le site est environné de stations du Limes Tripolitanus ou de Castra et se situe à l'est du camp romain de Talalati (Ras El Aïn Tlalet), proche de la voie romaine nord-sud allant de Gigthis (Boughrara) à Tillibari (Remada). En 1903, sur la base de l'Itinéraire d'Antonin (75, 3), Jules Toutain suppose qu'une station nommée Tabalati est localisée à Tataouine, mais aucune donnée archéologique n'a confirmé cette hypothèse, comprise plutôt comme un doublet de Talalati, qui n'est que rarement reprise depuis.
Peu après l'institution du protectorat, les Français y installent en 1888 un bureau de renseignement militaire, remplaçant le centre de Douiret jugé trop à l'écart pour contrôler les tribus des Ouderna qui se groupent traditionnellement autour de deux grands centres névralgiques du pays des ksour : l'un économique autour du village de Beni Barka (marché) et l'autre spirituel représenté par le sanctuaire de Sidi Abdallah Boujlida, marabout vénéré par toute la confédération des Ouerghemma. À 500 mètres du camp militaire, le souk construit par les Français ouvre en 1892 ; il compte plus d'une centaine de boutiques tenues par des commerçants originaires de Gabès et surtout de Djerba, dont de nombreux Juifs, probablement issus de Hara Sghira. Le sous-officier Dimier, de passage à Tataouine, le décrit ainsi :
« Le souk de Tataouine est vaste et bordé de galeries couvertes, où sont installées les boutiques où l'on s'arrête, où on traite les affaires. À des gens qui revenaient du bled, cela valait un paradis. Tous les joyeux y allaient. »

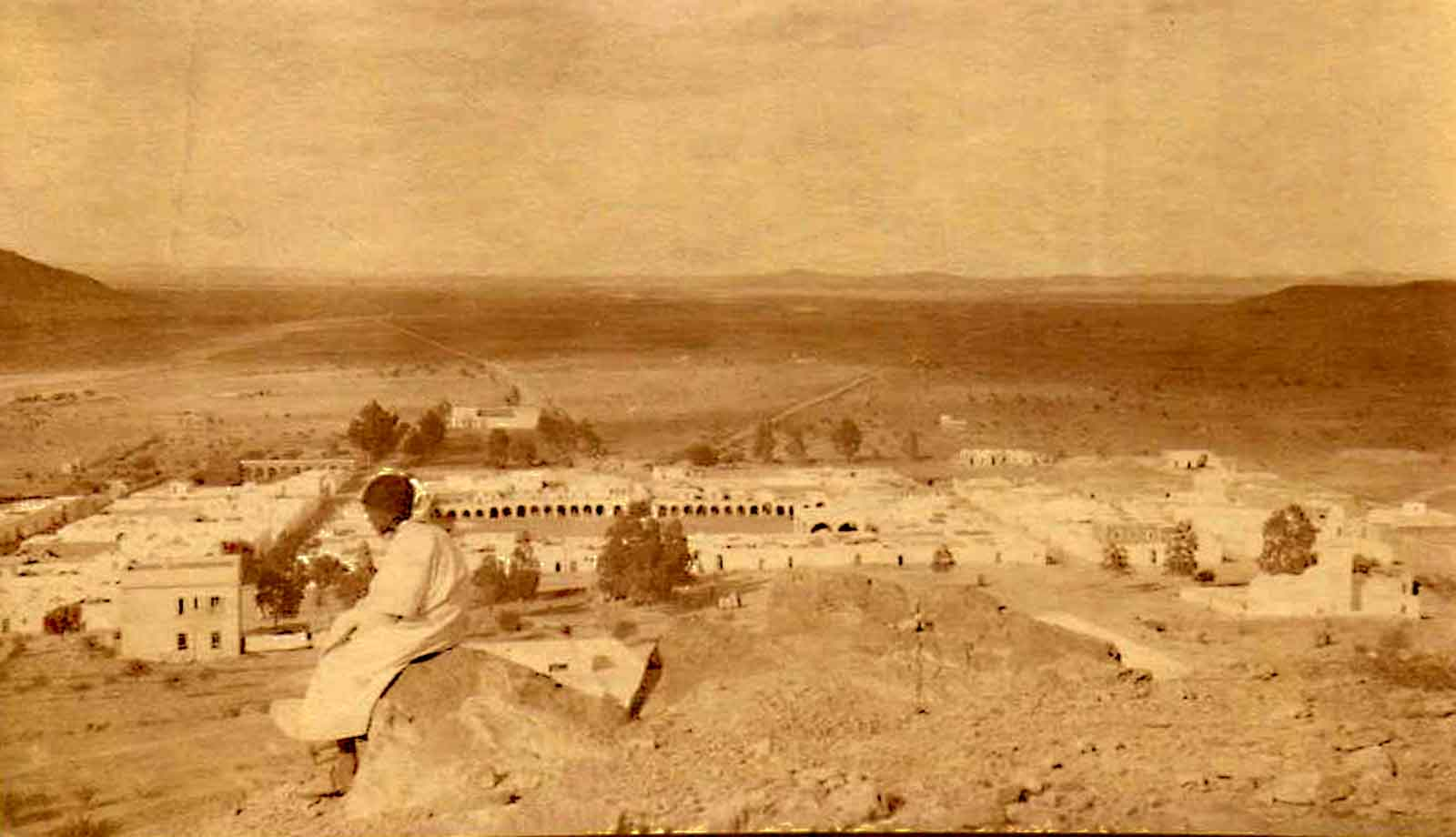
Vue générale de Tataouine en 1925.

La ville se dote ensuite d'une mosquée (1898) pourvue ultérieurement d'un minaret (1903), d'un abattoir municipal (1911), d'un bureau de poste (1913), d'une infirmerie-dispensaire (1914), d'une école primaire (1916) et d'un tribunal. Elle possède aussi une église construite pendant la Première Guerre mondiale et une synagogue. Le bâtiment qui fait la célébrité de Tataouine est le bagne militaire de l'armée française qu'elle abrite jusqu'en 1938, année de l'abolition des bagnes en France. Il accueille des Bat’ d'Af’, dont les recrues étaient des condamnés de droit commun ou des soldats punis pour indiscipline ; les conditions de détention avaient la réputation d'être très rudes.
Cet ancien bagne a été remplacé par une caserne de l'armée tunisienne.

## Politique

### Listes des maires
| Maire           | Parti       | Début de mandat | Fin de mandat   | Remarques                                                                      |
| --------------- | ----------- | --------------- | --------------- | ------------------------------------------------------------------------------ |
| Ali Mourou      | Indépendant | 8 avril 2011    | 10 juillet 2012 | Président de délégation spéciale, désigné à la suite de la révolution de 2011. |
| Mabrouk Harrabi | Indépendant | 10 juillet 2012 | 24 juillet 2014 | Président de délégation spéciale,.                                             |
| Sadok Bousaï    | Indépendant | 26 juillet 2015 | 12 avril 2017   | Président de délégation spéciale.                                              |
| Rachid Bellagha | Indépendant | 12 avril 2017   | 16 août 2017    | Président de délégation spéciale.                                              |
| Mouldi Tourki   | Indépendant | 16 août 2017    | 21 juin 2018    | Président de délégation spéciale.                                              |
| Boubaker Souid  | Ennahdha    | 21 juin 2018    | 8 mars 2023     | Élu par le conseil municipal après les élections municipales de 2018.          |

### Élections municipales de 2018
À la suite des élections municipales de 2018, Boubaker Souid (Ennahdha) est élu maire de la ville.
| Ville     | Ennahdha | Nidaa Tounes | Courant démocrate | Front populaire | Autres partis | Listes indépendantes | Total | Maire élu     |
| --------- | -------- | ------------ | ----------------- | --------------- | ------------- | -------------------- | ----- | ------------- |
| Ville     |          |              |                   |                 |               |                      | Total | Maire élu     |
| Tataouine | 14       | 2            | 0                 | 0               | 3             | 11                   | 30    | Bououid Souid |

## Économie

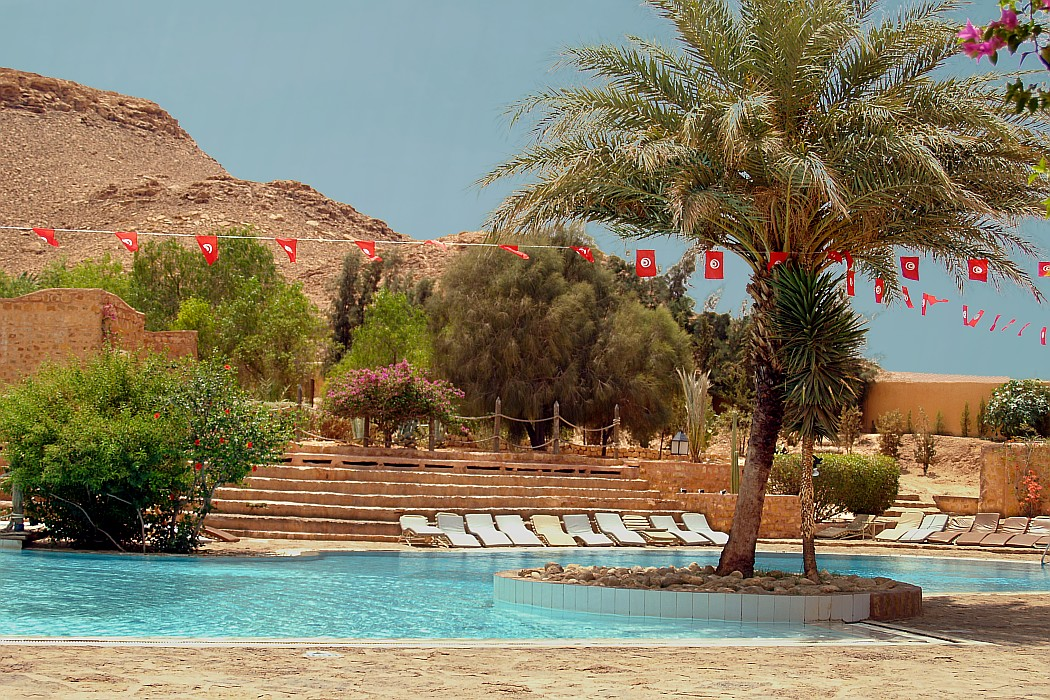
Piscine d'un hôtel de Tataouine.

Plaque tournante du tourisme dans le sud du pays, cette ville animée constitue une étape importante dans la visite du Sud tunisien. Mais la ville est surtout réputée pour la multitude des ksour qui l'entourent et remontent au XVe ou XVIe siècle : les plus célèbres demeurent Ksar Ouled Soltane, Ksar Hadada et Ksar Ouled Debbab. Les villages berbères situés aux sommets des collines environnantes, tels que Chenini, Douiret, Guermessa et Ghomrassen, et les habitations troglodytiques, participent également au charme de la région.
Malgré un tourisme saharien dynamique, la ville conserve son identité et son architecture traditionnelle. Son souk bihebdomadaire du lundi et du jeudi est l'un des plus pittoresques de Tunisie.
La ville accueille trois hôtels : Dakyanus, Sangho Privilege Tataouine et Mabrouk, ainsi que deux chambres d'hôtes, les hôtels La Gazelle et Résidence Hamza.

## Culture et société

### Enseignement

#### Établissements d'enseignement supérieur
Tataouine abrite deux instituts qui appartiennent à l'université de Gabès :
- L'Institut supérieur des arts et métiers de Tataouine (ar), ouvert depuis 2007, accueille dix salles de travaux dirigés, deux ateliers, deux laboratoires informatiques et une bibliothèque[25]. Deux licences peuvent être choisies dans l'établissement, une licence appliquée en design et une licence appliquée en art plastique, ainsi que le master[26].
- L'Institut supérieur des études technologiques de Tataouine, ouvert depuis 2010, est constitué de cinq départements (génie mécanique, sciences économiques et gestion, technologie de l'informatique, génie civil, génie thermique et énergie renouvelable)[27].

#### Établissements primaires et secondaires
La ville de Tataouine accueille quatre écoles primaires, huit collèges et sept lycées.

### Manifestations culturelles et festivités

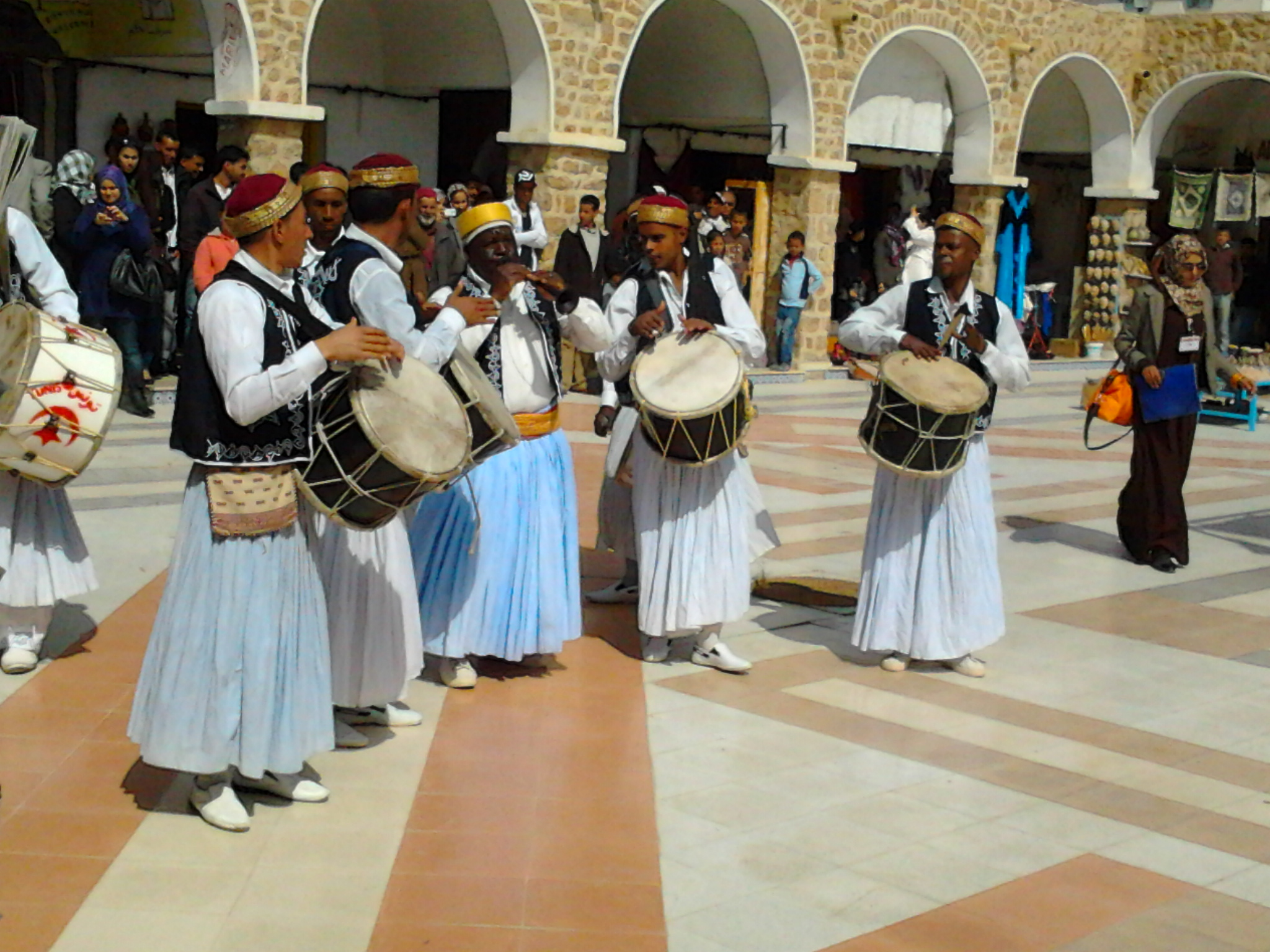
Groupe de joueurs de tambours et de zokras à l'occasion du Festival international des ksour sahariens.

#### Festivals
- Festival international des ksour sahariens, créé en 1979, organisé annuellement au mois de mars
- Festival de la fraternité et de la créativité, créé en 2010
- Marhoul mécanique solidaire créé en 2018[29]

#### Musées
- Musée de la mémoire de la Terre de Tataouine

#### Salles de spectacle et de concert
- Complexe culturel de Tataouine
- Théâtre municipal de Tataouine

### Médias

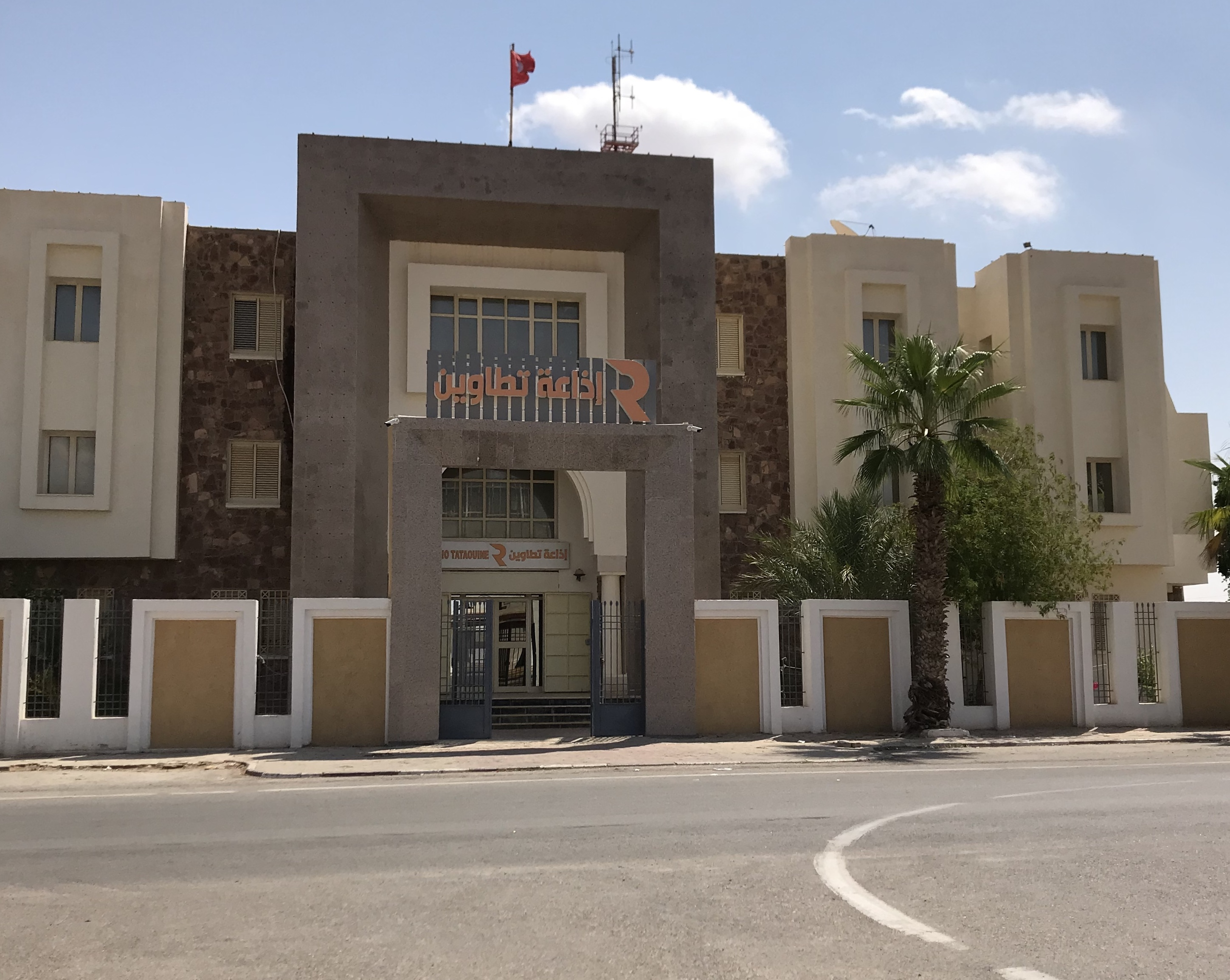
Siège de Radio Tataouine.

Radio Tataouine constitue le principal média de la ville et de la région.

### Culture populaire

#### Culture d'expression française
L'expression populaire « aller à Tataouine » ou « aller à Tataouine-les-Bains » signifie aller se perdre au bout du monde. Cette expression provient de la présence du bagne et de l'éloignement dans une région désertique et l'ajout du suffixe « les-Bains » laisse entendre que le seul intérêt de la ville serait ses bains publics, qui n'existent pas.
Dans le parler populaire québécois, le verbe « tataouiner » signifie « manquer de célérité », ou de façon plus figurative, « tergiverser inutilement », mais semble n'avoir aucun lien étymologique avec la ville de Tataouine.

#### Culture internationale
Le nom de la planète des sables Tatooine, dans la saga Star Wars, dérive du nom de Tataouine.

### Communauté juive
Fondée au XIXe siècle par des Juifs de Djerba originaires de Hara Seghira, la communauté juive de Tataouine comptait deux synagogues, dont l'une est en cours de restauration. La seconde, dite Slat Guedicha, a été détruite.

### Culture scientifique

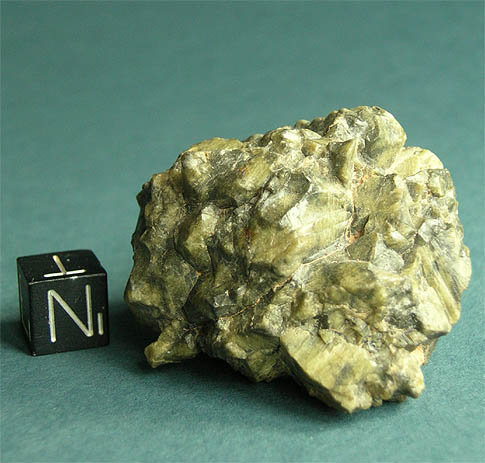
Portion de la météorite Tatahouine (diogénite), dont la chute est observée le 27 juin 1931.

### Météorite
Le nom de Tataouine est associé à celui d'une météorite tombée le 27 juin 1931. En raison d'une erreur de retranscription, elle a été enregistrée dans la base internationale de la Meteoritical Society sous le nom de météorite Tatahouine. Il s'agit d'une météorite rare, une diogénite, que l'on suppose issue de la croûte de l'astéroïde Vesta, situé dans la ceinture principale d'astéroïdes.

### Bactérie
Une bactérie isolée du sol désertique de la région est appelée Ramlibacter tataouinensis, de raml signifiant « sable » en arabe et bacter pour bactérie, suivi du qualificatif tataouinensis. Cette bactérie à croissance très lente pour laquelle la température de développement idéale est de 30 °C, a la particularité d'être ronde pendant la journée (forme un cyste à paroi épaisse pour résister à la sécheresse et aux ultraviolets) et devient un petit bâtonnet la nuit, ce qui lui permet de se déplacer plus facilement.
Ces petits bâtonnets sont observés mélangés avec ceux d'une bactérie similaire (Ramlibacter henchirensis, du mot tunisien henchir champ entouré de pierres/ruines romaines) tout d'abord sur des fragments de la météorite Tatahouine. Ces bactéries sont ensuite isolées dans le sol de la région. Cette recherche présente un intérêt scientifique particulier car elle indique que les petits bâtonnets observés sur d'autres météorites comme la ALH 84001, collectées en Antarctique, et considérés pour un temps comme des bactéries potentiellement extraterrestres proviennent en fait probablement d'une contamination du sol environnant.

### Dinosaures
De nombreux fossiles de plantes, d'animaux et des empreintes de dinosaures ont été découverts dans la région. Tataouinea décrit un genre de dinosaure dont l'unique représentant actuel connu est le Tataouinea hannibalis (en hommage au général carthaginois Hannibal Barca). Les ossements de ce type de dinosaure sont découverts en 2013 et 2015.